# Changes (пісня Kalush Orchestra)
«Changes» — сингл українського музичного гурту Kalush Orchestra, виданий 3 березня 2023 року на лейблі Enko.

## Музичне відео
Зйомки відео проходили в Польщі, в традиційній хаті, де учасники Kalush Orchestra грали казкових героїв. Тимофій Музичук перевтілюється в карпатського мольфара, істоту з надприродними здібностями, а KylymWoman дебютує в гурті.
Режисер Леонід Колосовський пояснив: «Це історія про чарівних персонажів родини Kalush Orchestra. У кожного члена цієї родини є своя суперсила. Як зазвичай буває в сім'ях, всі дуже різні, але вони тримаються разом і кожен любить свій дім»

## Доріжки
Тексти Наталія Лосєва, Антон Чилібі, Олександр Слободняк, Тимофій Музичук, Іван Клименко, Джамісон Фохс та Олег Псюк.